# Parque Nacional de Dulombi
O Parque Nacional de Dulombi é uma área protegida situada na zona sudeste da Guiné-Bissau. 

## Historia
Em 1982 a área de Dulombi foi identificada como um hotspot de biodiversidade, tendo sido desenvolvidas regras para um projeto de gestão da natureza. No início dos anos 1990 foi proposta a criação de um Parque Natural/Reserva Florestal.

### Complexo Dulombi-Boé-Tchetché
A partir do ano 2000 a  Appui à la Gestion Intégrée des Ressources (AGIR) e o IBAP desenvolveram um plano de definição de uma rede de áreas protegidas na região sudeste, incluindo 2 novos parques nacionais (Dulombi e Boé), bem como 3 corredores de conexão (Salifo, Cuntabane, Tchetché). O objetivo desta nova rede de áreas protegidas, conhecida por Complexo Dulombi-Boé-Tchetché (DBT), era o aumento dos esforços de conservação de biodiversidade terrestre no sudeste e definir uma rede de áreas protegidas trans-fronteiriças com a vizinha República da Guiné (um projeto conhecido por APT-B1).

## Fauna
Neste parque foram identificados 7 espécies de primatas:
- Cercopithecus campbelli (em maior número);
- Erythrocebus patas;
- Chlorocebus sabaeus;
- Papio papio;
- Pan troglodytes verus;
- Piliocolobus badius temminckii;
- Colobus polykomos.

## Flora
- Cajueiro (Anacardium occidentale).